# 九広鉄路メトロキャメル電車
九広鉄路メトロキャメル電車は、九広鉄路公司（九鉄：KCR）が1980年に導入した交流近郊形電車。後述の延命改修により通勤形電車となった。単に東鉄線列車とも呼ばれる。九広鉄路と香港鉄路（港鉄（MTR））の運営統合により、全車が港鉄へ貸し出される形で東鉄線にて運用されている。俗に更新前は「電気化汽車」（電氣化火車）、「汽車」（火車）、「黄色い先頭」（黃頭）、更新後は「中期更新電車」（中期翻新電動列車）略して「更新列車」（翻新列車）、「MLR」、または「蝿先頭」（烏蠅頭）等と呼ばれている。

## 概要

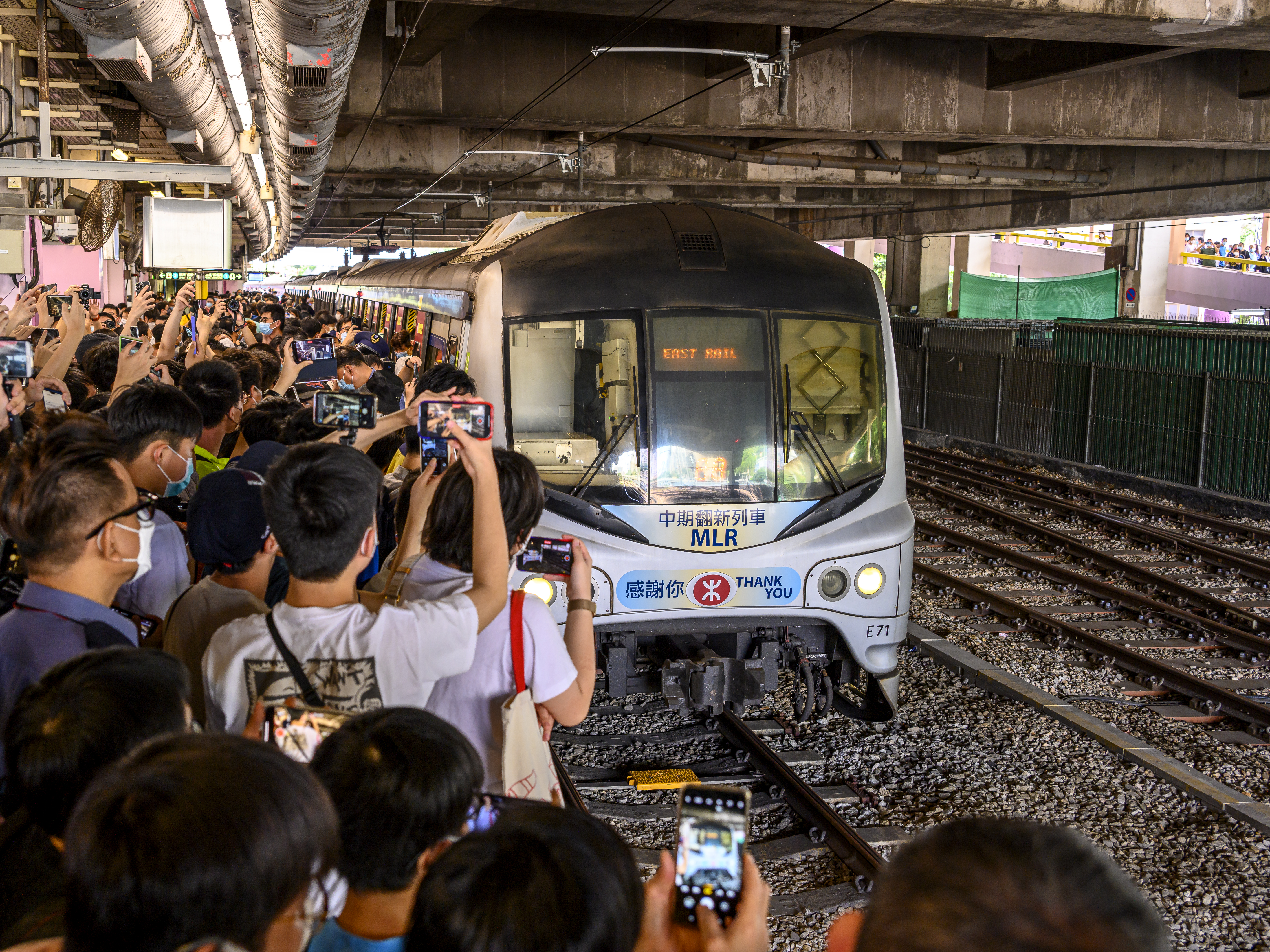
メトロキャメル電車のさよなら運転

1978年に開始された東鉄線電化工事（1983年に電化工事完成）に合わせて、九鉄がイギリスのメトロキャメルより2回合計で3両ユニット61本を輸入。この近郊形3094電車（Sub-urban 3094 Stock EMU）により電化を行なう計画であった。更新前の電車の先頭部はイギリス鉄道の安全標準によって特徴的な黄色にされたため、「黃頭」という愛称がつけられた。
その際のエピソードとして、一部の車両は香港に輸送後、当時は香港地下鉄であった九龍湾車輌基地にて組立てが行なわれ、その後完成した車輌をコンテナ車で九広鉄路九龍貨物ヤード（現紅磡貨物ヤード）へ輸送した。
乗客増加に合わせて九鉄は1986年に3両ユニット25本を、さらに1990年に6両ユニット17本の電車を増備した。
導入当初は車内電源用の蓄電池を搭載していなかった為、デッドセクション通過時に車内の照明が消えていた。その後九鉄は車内電源システムを改め、デッドセクション通過時には電源が蓄電池からに切り替わるようになった。
2007年12月2日に港鉄と九鉄が運営統合を行なうと、九鉄の車両は全て港鉄に貸し出す形で運用され、港鉄が整備や清掃などを行っているが、車両自体の所有権は依然として九鉄が持っている。
本形式はMTRで唯一回生ブレーキを搭載していない。
現代ロテム車両の増備に伴い、2022年5月6日のラストランをもって運用を終了した。

## 改造
通勤化改造

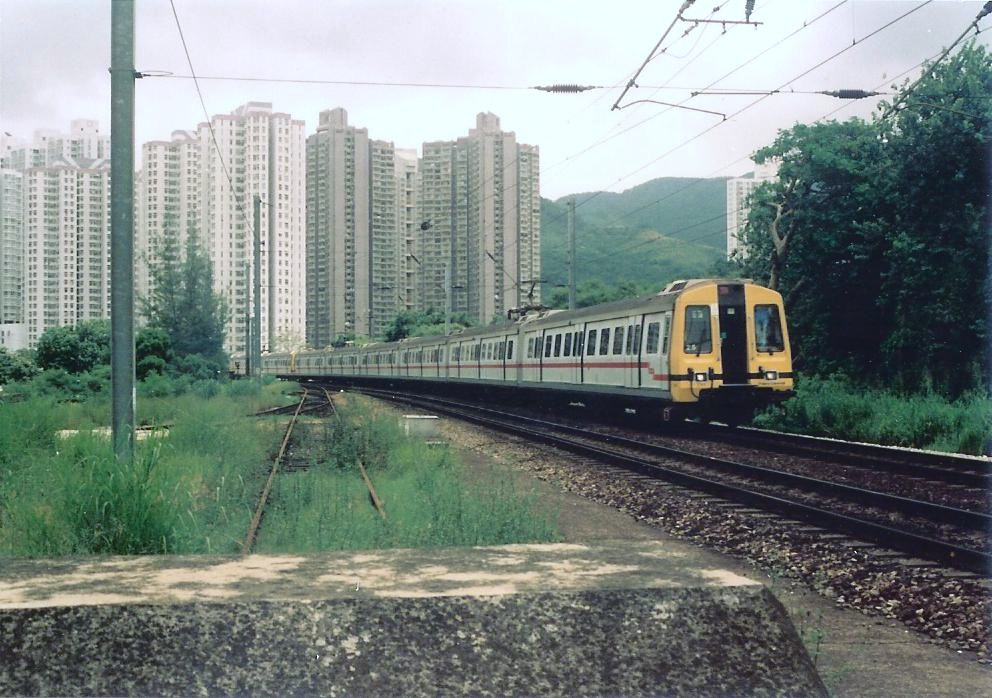
車体更新前の外観

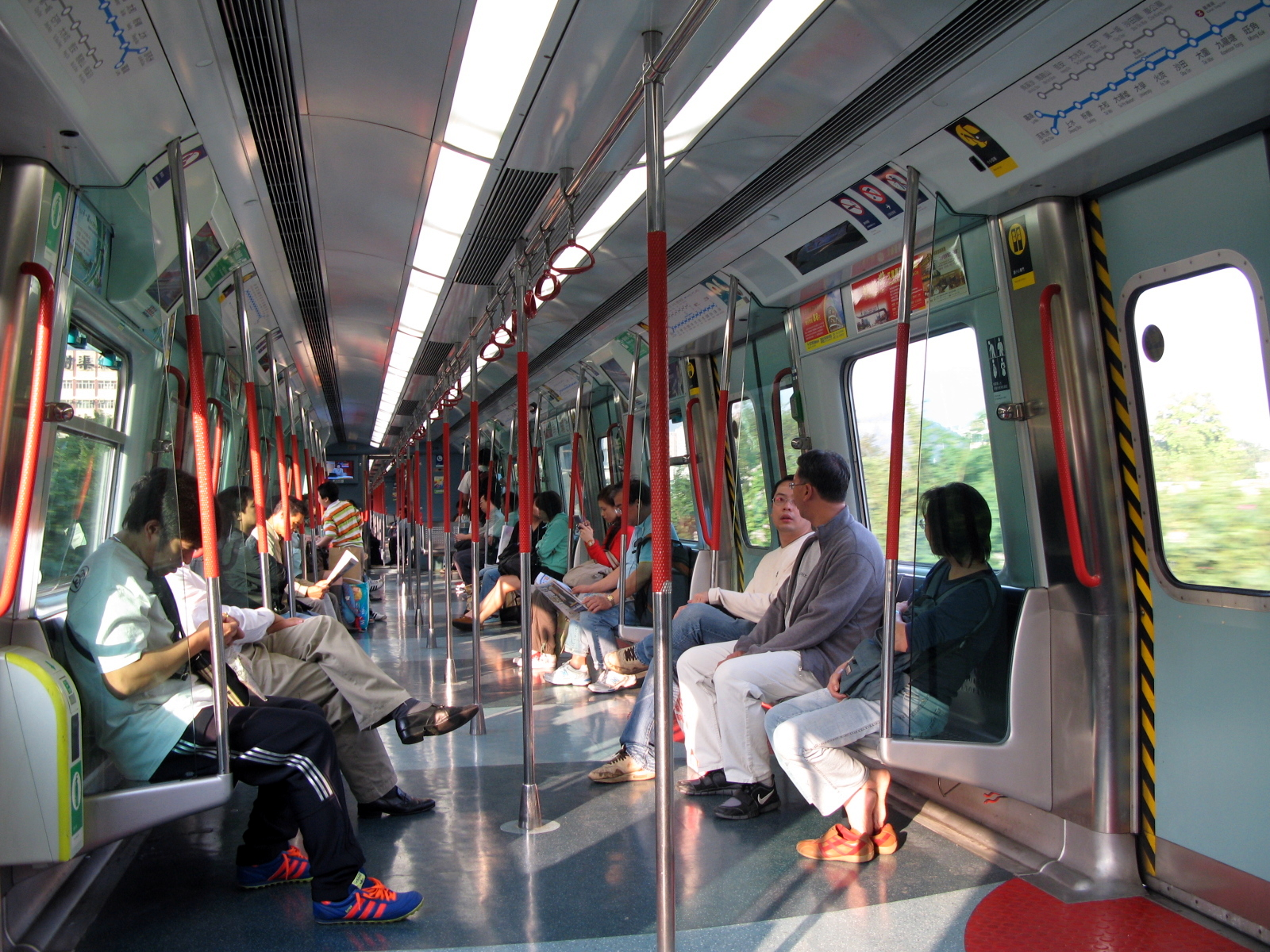
通勤化改造後の車内

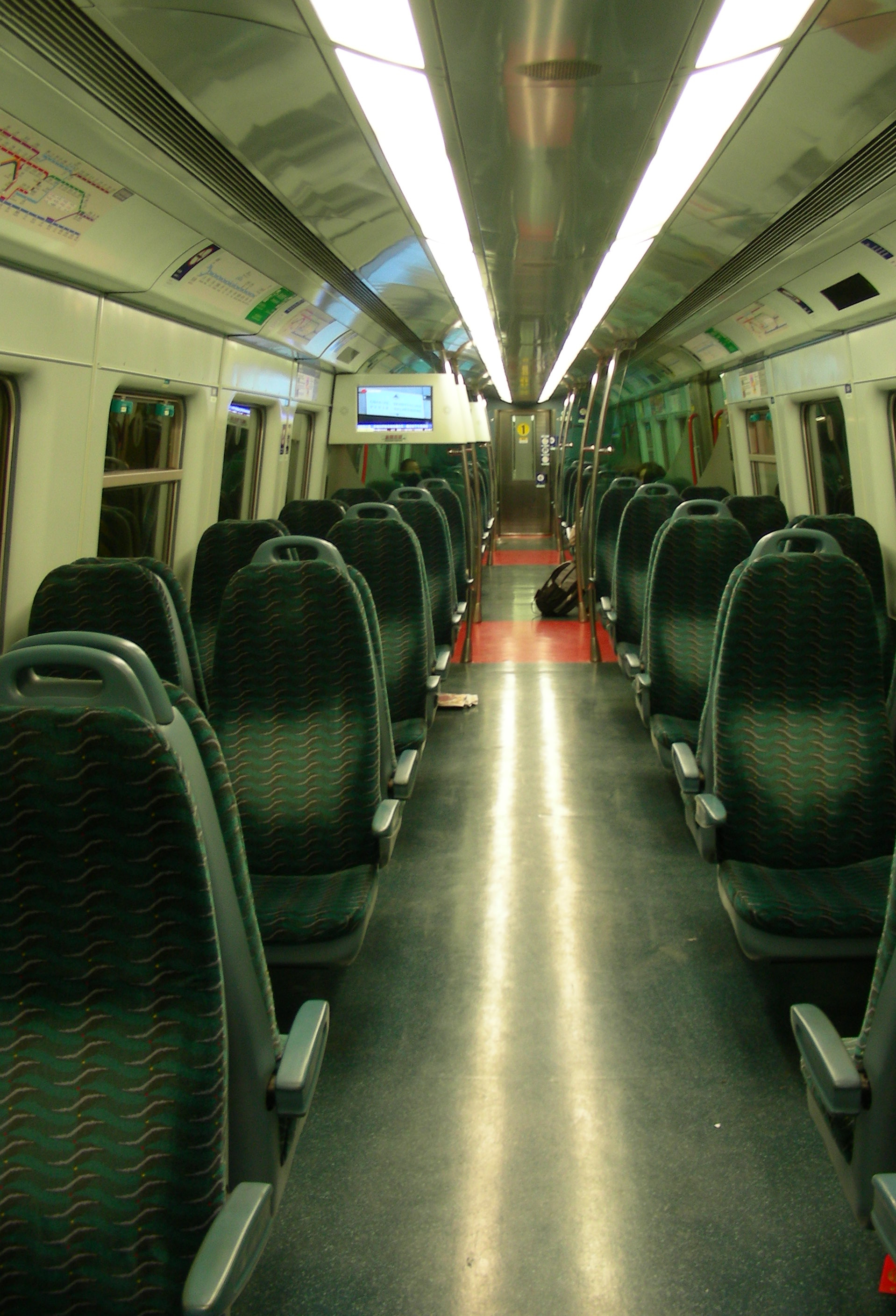
頭等車

導入当初は座席はクロスシートで網棚と便所が設置されていた。しかし新界東部と北部が急激に発展、人口が大幅に増加すると、鉄道の需要も増加していった。この為九鉄は幾度も車両の改修に迫られ、その中には座席の削減と便所の撤去も含まれた。（かわりに駅改札内に便所を設置）
1991年2月から12月にかけて、3両ユニット35本が順番にアコモ改造工事を受けた。改造内容は以下の通り。
- 運転台のある普通車（101 - 144、146 - 186、301 - 316、359 - 386）は座席数を68（E62-E86）または84（E1-E61）席から42席へ削減し、同時に車椅子専用スペースを設置。
- 41本の頭等車（ファーストクラス、日本におけるグリーン車に相当）を含むユニット（E17-E44、E46-E58）の内、11本（E17、E20-E29）の頭等車を普通車に格下げ改造をし、車番を417、420 - 429から更新後に317、320 - 329と改番、そのうち3本（E30-E32）は格下げ改造後430 - 432から330 -332に改番したが、1993年に再び頭等車に改造、車番も430 - 432に復帰した。この他の27ユニット（E18、E19、E33-E44、E46-E58）の頭等普通合造車は後半部分の普通車を撤去し、全室頭等車とすることで、頭等の座席数を32席から56席へ増やした。
- 1編成あたりの車両数を6または9両編成であったものを12両編成に増結した。

| ← 紅磡羅湖 → |       |       |
| Tc           | Ⅿp    | Tc    |
| 1号車        | 2号車 | 3号車 |
| クロスシート |       |       |

| ← 紅磡羅湖 → |       |       |       |       |       |
| Tc           | Ⅿp    | T     | T     | Ⅿp    | Tc    |
| 1号車        | 2号車 | 3号車 | 4号車 | 5号車 | 6号車 |
| クロスシート |       |       |       |       |       |

1998年になると、すべての車両の延命更新工事がメトロキャメルを買収したフランスアルストムによって行なわれ、アコモデーションの徹底的な更新がなされた。普通車は片側3扉であった物を片側5扉にし、頭等車は片側2扉（その内1つは締切）にし、座席数を72席に増加。圧搾空気式の自動扉を電動式に（E100 - E110及びE116ユニットのD1、D2、D5及びU1、U2、U5扉は未改造、E88 - E98、E112 - E114及びE118ユニットは新しい電動式に更新）、普通車は以前クロスシートであったものをロングシートに改造、近郊形から完全に通勤形へ改造された。この延命更新は2001年秋までにすべて終了している。
また、通勤化改造と平行して制御方式を低圧タップ切換制御からGTOサイリスタ位相制御に変更している。
液晶モニターの設置
九鉄は2005年6月より列車に液晶モニターを設置し、ニュースの配信サービスを行っている。
電装品更新
九鉄は2005年8月に車両用SIV補助インバーターの入札を行い、株洲南車時代が落札。南車時代がTGF27型補助インバーターを納入、総額は3,500万人民円であった。
運営統合に伴う改造
港鉄が既に全車両に取り付けていた列車情報監視装置の取り付け、港鉄がすでに交換済みであった自動扉のゴムを交換、各種ステッカーの張替え、自動放送の九鉄式から港鉄式への更新が行なわれた。
| ← 紅磡羅湖 → 落馬洲 → |              |              |              |              |              |              |              |              |              |              |              |
| Tc                    | Ⅿp           | T            | T            | Ⅿp           | T            | T            | Ⅿp           | T            | T            | Ⅿp           | Tc           |
| 1号車                 | 2号車        | 3号車        | 4号車        | 5号車        | 6号車        | 7号車        | 8号車        | 9号車        | 10号車       | 11号車       | 12号車       |
| ロングシート          | ロングシート | ロングシート | ロングシート | ロングシート | ロングシート | ロングシート | ロングシート | クロスシート | ロングシート | ロングシート | ロングシート |

## 保存車両[8]
- 未更新車：E44編成（144、244、444）
  - 12両編成に組み合わせることができなかった為更新されず。その後では車庫に置かれて、他の列車にスペアパーツを提供した。2021年にMTRによって修復された。
- 更新車：1112、2112、418、671、271、371
  - さよなら運転で運用された列車。

上記の2本の列車は、2024年4月27日からMTR会社創業45周年記念活動の一部として紅磡駅に展示されている。
なお、2両の更新車の先頭車（196と377）は、湾仔海浜長廊で静態保存されている。